# Ортъягун (Ханты-Мансийский автономный округ)
Ортъягун — посёлок в Сургутском районе, Ханты-Мансийского автономного округа — Югры России. Входит в состав городского округа Когалым.
Население на 1 октября 2021 года составляло 425 человек.
Почтовый индекс — 628486, код ОКАТО — 71183000000.

## Население
| 2009 | 2010 | 2014 | 2015 | 2016 | 2017 | 2018 |
| ---- | ---- | ---- | ---- | ---- | ---- | ---- |
| 129  | ↗156 | ↘135 | ↗137 | ↗142 | →142 | →142 |
| 2019 | 2020 | 2021 |      |      |      |      |
| ↗144 | ↗145 | ↗425 |      |      |      |      |

## Природа
Климат резко континентальный, зима суровая, продолжающаяся семь месяцев. Местность болотистая.

## Экономика
В посёлке есть одноимённая железнодорожная станция — «Ортъягун», Свердловской железной дороги. Тип станции: Разъезд. Код станции 79822.